# Can Muñoz
Can Muñoz és un habitatge del municipi de l'Armentera inclòs en l'Inventari del Patrimoni Arquitectònic de Catalunya.

## Descripció
Casa cantonera de baixos i dos pisos. La portalada d'accés a l'habitatge consta d'un arc rebaixat adovellat, amb la data 1820 a la dovella clau. Al primer pis hi ha una interessant balconada que el recorre totalment, fins i tot té una forma d'ela, ja que aquesta balconada se sustenta a la façana d'aquest edifici i a la paret de l'edifici del costat a on també se sustenta. El forjat no és massa vistós; a la balconada hi donen tres finestres rectangulars, emmarcades per una mena de guardapols que li donen uniformitat; a la part alta hi ha dues finestres amb sengles balcons.
L'aparell emprat queda amagat per l'arrebossat del mur. Als cantons hi ha unes plaques de pedra.

## Història
Reflecteix el creixement del segle xix que es portà a terme en el poble.